# Andrés Montes
Andrés Montes González (Madrid, 27 de noviembre de 1955-Madrid, 16 de octubre de 2009) fue un periodista y locutor deportivo español.
Durante su carrera profesional narró principalmente partidos de baloncesto y fue conocido por sus retransmisiones de la National Basketball Association (NBA) en el grupo Sogecable, pero también destacó como narrador de fútbol en La Sexta en la última etapa de su vida.

## Biografía
Era hijo del gallego Antonio Montes Seoane y la pianista cubana Zenaida González Manfugás.

## Carrera
Realizó retransmisiones deportivas (principalmente de baloncesto y fútbol) desde 1980, trabajando para COPE, Radio Cadena Española, Radio Voz, Radio Marca o Antena 3 Radio con José María García. Desde el 1 de diciembre de 1995 narró junto a Antoni Daimiel y Santiago Segurola, las retransmisiones de la NBA en España para Canal +.
Participó como actor en la película Isi/Disi. Amor a lo bestia en un pequeño papel como entrenador de baloncesto en el año 2004.
En abril de 2006 anunció su fichaje por La Sexta, que le encargaría los comentarios del Mundial de Alemania de 2006, apoyado por el exfutbolista Julio Salinas y por Antonio Esteva. También comentó el Mundial de baloncesto de Japón 2006 junto a los exjugadores Juanma López Iturriaga y Juan Domingo de la Cruz. En el verano de 2007, retransmitió el Eurobasket, acompañado por Iturriaga y Epi. Entre 2006 y 2009 retransmitió partidos de la Liga española de fútbol y de la selección española de baloncesto en la cadena La Sexta, y en el verano de 2008 retransmitió en el mismo canal un programa de wrestling llamado Power Catch. El 20 de septiembre de 2009 anunció en la final del Eurobasket que dejaba La Sexta.

## Muerte
Desde hace años su salud era delicada: tenía diabetes, le faltaba un riñón, había sufrido un cáncer y le habían puesto 4 'bypass' en el corazón.
El 16 de octubre de 2009, su pareja encontró el cuerpo sin vida del comentarista deportivo sobre su cama en su domicilio de la madrileña calle de Espronceda número 31. Aunque algunas fuentes afirman que falleció a causa de un infarto de miocardio, los resultados de la autopsia que se le realizó no fueron publicados.

## Estilo
Andrés Montes fue conocido por su estilo desenfadado y llamativo a la hora de narrar, el cual atraía rápidamente la atención del público. Uno de sus recursos para ello fue un argot específico a base de muletillas. Son célebres sus frases y motes de jugadores en las retransmisiones de la NBA: «¡Jugón!», «¡Wilma, ábreme la puerta!», «¡Ratatatatatatata!», «¡Porque la vida puede ser maravillosa!», «¡Pincho de merluza!», «¡Que vienen los sioux!»; «Aerolíneas Jordan (Michael Jordan)», «American Graffiti (Pedja Stojakovic)», «Wyatt Earp (Steve Kerr)», etc. y en las retransmisiones de fútbol en La Sexta (2006-08): «¿Dónde están las llaves, Salinas?», «¡Fútbol, pasión de multitudes!», «¡Fútbol con fatatas!», «¡Tiki-taka!», «¿Qué me cuentas, capitán Narváez?», «¡Tiburónnnnnn! (Carles Puyol)», «Decodificador (Deco)», «Sweet Iniesta (Andrés Iniesta)», «Alejandro Magno (Alessandro Del Piero)», etc.. Otra característica que le distinguía era el uso de llamativas pajaritas que solía lucir y sus peculiares gafas, así como su cabeza rapada al cero.
Su definición del fútbol tiki-taka traspasó fronteras y se utilizó en prensa española y extranjera refiriéndose al juego del FC Barcelona así como de la selección española de fútbol en los años 2008 al 2012.

## Premios
Tras su muerte, el 27 de abril de 2010 el Consejo Superior de Deportes le concedió a título póstumo la Medalla de Oro de la Real Orden del Mérito Deportivo como reconocimiento a su difusión y promoción del deporte.
En 2019, Montes fue uno de los 18 miembros elegidos de la primera promoción del Hall of Fame del Baloncesto Español, cuya ceremonia de ingreso se celebró el 21 de octubre de 2021 en la Terraza Sur del Estadio de La Cartuja de Sevilla.